# Kurt Calleja
Kurt Calleja, född 5 maj 1989, är en maltesisk sångare.

## Karriär
Kurt sjöng för första gången i skolkören som han gick med endast för att vara med sina vänner. Några år senare valdes han ut till att sjunga med barnkören då påven Johannes Paulus II besökte Malta för sista gången. Det var inte förrän år 2005 som han började sjunga på allvar. År 2008 flyttade han till Storbritannien där han jobbade som flygvärdinna ett år. Under sin fritid studerade han piano och framträdde i mindre lokaler som restauranger, barer och klubbar. När han återvände till Malta började han jobba som en bakgrundssångare åt ett TV-program och senare som solosångare på ett annat TV-program. Sedan dess har han varit med i flera TV-program. Ett stort ögonblick var när han var förband åt Zucchero.
Kurt arbetar på sitt debutalbum tillsammans med de andra låtskrivarna till "This Is The Night".

## Eurovision

### 2010 & 2011
Han har tidigare deltagit i Maltas nationella uttagning till Eurovision Song Contest både år 2010 och 2011. År 2010 kom han på tolfte plats med låten "Waterfall" som han framförde tillsammans med Priscilla Psaila och år 2011 kom han på tredje plats med låten "Over and Over".

### 2012
Den 4 februari 2012 vann han den maltesiska nationella uttagningen till Eurovision Song Contest 2012 med låten "This Is The Night". Calleja deltog i den andra semifinalen den 24 maj. Han gjorde sitt framträdande tillsammans med sitt band. Han tog sig vidare till finalen som hölls den 26 maj och där hamnade han på 21:a plats med 41 poäng.

## Diskografi

### Singlar
- 2010 - "Waterfall" (med Priscilla Psaila)
- 2011 - "Over and Over"
- 2012 - "This Is The Night"